# Sylvicola marginatus
Sylvicola marginatus är en tvåvingeart som först beskrevs av Thomas Say 1823.  Sylvicola marginatus ingår i släktet Sylvicola och familjen fönstermyggor. Inga underarter finns listade i Catalogue of Life.